# Корець Микола Савич
Корець Микола Савич (8 вересня 1952) — доктор педагогічних наук, кандидат фізико-математичних наук, професор, академік Національної Академії наук вищої освіти України, заслужений працівник освіти України.

## Біографія
Народився 8 вересня 1952 року в с. Корощине Олевського району Житомирської області. Українець.
Закінчив фізико-математичний факультет Київського державного педагогічного інституту імені О. М. Горького (нині Український державний університет імені Михайла Драгоманова). Фізик, педагог, викладач технічних та технологічних дисциплін. 
У 1967 році з похвальною грамотою закінчив Корощинську 8-річну школу на Житомирщині і вступив до Коростишівського педагогічного училища за спеціальністю «Трудове навчання», яке у 1971 році закінчив з відзнакою. У цьому ж році вступив на фізико-математичний факультет Київського державного педагогічного інституту імені О. М. Горького (нині Національний педагогічний університет імені М. П. Драгоманова) за спеціальністю «Загальнотехнічні дисципліни і фізика», який закінчив з відзнакою у 1976 році. Після цього по вересень 1977 року працював учителем фізики і креслення у Березанській СШ №3 Баришівського району Київської області. З 1977 по 1980 рік навчався в аспірантурі за спеціальністю «Фізика напівпровідників та діелектриків» у Київському державному педагогічному інституті імені О. М. Горького. З вересня 1989 року по січень 1991 року перебував у відрядженні до Республіки Куба як консультант на фізико-математичному факультеті Вищого педагогічного інституту імені Ф. Варели м. Санта-Клара, де було підготовлено 3 навчально-методичні посібники іспанською мовою для студентів цієї держави.
Корець М. С. працює в Національному педагогічному університеті імені М. П. Драгоманова з 1980 р. на посаді викладача, з 1983 р. — на посаді доцента, з 1992 р. — на посаді завідувача кафедри загальнотехнічних дисциплін, з 2006 по 2015 рр. — на посаді директора Інженерно-педагогічного інституту, з січня 2016 р. — на посаді декана Інженерно-педагогічного факультету, а з червня 2016 р. — на посаді проректора з науково-педагогічної та адміністративно-господарської роботи, з липня 2023 р. — на посаді професора кафедри інженерії та технологій виробництва, факультету технологій та дизайну Українського державного університету імені Михайла Драгоманова.  
Автор наукових праць Корець М. С. є автором 280 наукових праць, серед яких 15 навчальних посібників з грифом МОН, 7 авторських свідоцтв, 5 патентів на винаходи та 8 монографій. Він має наукову школу з підготовки фахівців технологічної та професійної освіти. Підготував чотирьох докторів наук ,16 кандидатів наук та одного доктора філософії. Корець М. С. є членом докторської Вченої спеціалізованої ради в Українському державному університеті імені Михайла Драгоманова за спеціальностями «Теорія і методика навчання (фізика)», «Теорія і методика навчання (математика)», «Теорія і методика навчання (інформатика)». Він є членом редколегії 5-ти наукових фахових видань з гуманітарних та педагогічних наук та членом Національної спілки журналістів України (2009).

## Наукова школа
Корець М. С. є засновником Наукової школи «Неперервна техніко-технологічна підготовка молоді». Підготував чотирьох докторів, шістнадцять кандидатів наук і одного доктора філософії. Керує підготовкою дисертаційних робіт трьох докторантів та чотирьох аспірантів. 
Захищені доктори педагогічних наук: Авраменко Олег Борисович (2013); Курач Микола Станіславович (2016); Близнюк Микола Миколайович (2018) Титова Наталія Михайлівна (2019); 
Захищені кандидати педагогічних наук: Сидорчук Людмила Андріївна [Архівовано 1 грудня 2017 у Wayback Machine.] (2002); Зікій Григорій Савелійович (2011); Бровченко Анатолій Іванович (2011); Левченко Надія Григорівна (2011); Гуменюк Тетяна Броніславівна (2011); Матвісів Ярослав Ярославович (2011); Білик Роман Миколайович (2012); Бурсук Олександр Миколайович (2013); Марченко Станіслав Сергійович (2013); Нижник Олександр Володимирович (2013); Скиданчук Сергій Анатолійович (2013); Стаднік Світлана Степанівна (2015); Ніколайчук Світлана Петрівна (2015); Кузьменко Віктор Йосипович (2016); Коваленко Ігор Васильович (2017); Титаренко Валерій Миколайович (2017).
Захищені доктори філософії: Іщенко Світлана Михайлівна (2021).

## Нагороди та відзнаки
Нагороджений нагрудним знаком «Винахідник СРСР» (1987 р.); Нагороджений знаком «Відмінник освіти УРСР» (1987 р.); Нагороджений медаллю «60 років визволення України від фашистських загарбників» (2004 р.); Нагороджений знаком «Петро Могила» (2008 р.); Нагороджений медаллю М. Кравчука «За видатні заслуги у галузі фізико-математичних наук» (2009 р.); Нагороджений орденом Святого Рівноапостольного Володимира Великого ІІІ ступеня  (2009 р.); Нагороджений медаллю М. П. Драгоманова  (2010 р.); Нагороджений медаллю імені М. В. Остроградського (2011 р.); Нагороджений золотою медаллю М. П. Драгоманова (2012 р.); Нагороджений медаллю «20 років АНВО України» (2012 р.); Присвоєне почесне звання «Заслужений працівник освіти України» (2015 р.); Нагороджений медаллю Г. Костюка «За видатні заслуги у галузі психолого-педагогічних наук»  (2015 р.); Нагороджений медаллю «За жертовність і любов до України» (2017 р.); Нагороджений медаллю Академії наук вищої освіти України «Микола Іванович Дубина» (2017 р.); Нагороджений медаллю Орденом Крила Святого Михаїла португальської королівської родини «Браганза» (2021 р.); Нагороджений почесною медаллю «185 років Національному педагогічному університету імені М.П. Драгоманова»  (2022 р.); Нагороджений медаллю Національної академії педагогічних наук України  «Григорій Сковорода» (2022 р.); Нагороджений золотою медаллю М. П. Драгоманова  (2022 р.); Нагороджений ордером Всеукраїнського об'єднання "Країна" — "За розбудову України" (2022 р.); Нагороджений медаллю Національної академії наук вищої освіти України «За успіхи в науково-педагогічній діяльності» (2022 р.); Нагороджений відзнакою Міністерством оборони  України медаллю «За сприяння Збройним Силам України» (2023 р.); Нагороджений медаллю "Володимир Мономах" від Національної академії педагогічних наук України до Дня працівника освіти (2023 р.). 
1. ↑  Гуменюк, Т. Б. Корець Микола Савич. Енциклопедія Сучасної України (укр.). Процитовано 10 жовтня 2024.
2. ↑  Головна. kms.ipf.npu.edu.ua. Процитовано 10 жовтня 2024.
3. ↑  Микола Корець - Бібліографічні посилання. Архів оригіналу за 11 серпня 2017. Процитовано 11 серпня 2017.

## Монографії
- Корець М.С. Науково-технічна підготовка вчителів для освітньої галузі “Технології”. К.: НПУ, 2002. – 258 с.
- Корець М.С. Дифосфід кадмію:технологія, властивості, приладию К: НПУ, 2007. – 113 с
- Близнюк М.М. Методична система навчання етнодизайну на основі інформаційних технологій. К: НПУ ім. М.П. Драгоманова, 2016. 342 с., за ред. М.С. Корець.
- Курач М.С. Художньо-проектна підготовка майбутніх учителів технологій. К: НПУ ім. М.П. Драгоманова, 2016. 342 с., за ред. М.С. Корець.
- Титова Н.М. Теоретико-методичні основи психолого-педагогічної підготовки майбутніх педагогів професійного навчання. К: НПУ ім. М.П. Драгоманова, 2018. 352 с., за ред. М.С. Корець.
- Білик Р. М. Дидактичні основи компетентнісного становлення майбутніх фахівців з охорони праці у закладах професійної освіти, 2020, за ред. М.С. Корець.
- Микола Корець. Вибрані праці. Київ : Вид-во НПУ імені М. П. Драгоманова, 2020. - 370 с.
- Микола Корець. Вибрані наукові праці та авторські свідоцтва з фізики напівпровідників; патенти. Київ: Вид-во НПУ ім. М.П. Драгоманова, 2022.  – 255 с.

## Навчальні посібники
- Корець М.С. Опір матеріалів (навчальний посібник для вищих педагогічних закладів освіти). К.: НПУ імені М. П. Драгоманова, 1999. – 312 с.
- Корець М.С. Лабораторний практикум з машинознавства. К.: НПУ імені М. П. Драгоманова, 2000. – 274 с.
- Корець М. С. Машинознавство. Основи гідравліки та теплотехніки. Гідравлічні машини та теплові двигуни (навчальний посібник для вищих педагогічних закладів освіти). К.: Знання України, 2001. – 448 с.
- Корець М.С., Тарара А.М., Трегуб І.Г. Основи машинознавства. К.: НПУ імені М. П. Драгоманова, 2001. – 145 с.
- Корець М.С., Альбітарова Е.Н., Яшанов С.М. Основи охорони праці. Модуль 1. Правові та організаційні питання охорони праці, основи фізіології, гігієни праці та виробничої санітарії. К.: НПУ ім. М.П. Драгоманова, 2010.  – 409 с.
- Корець М.С., Амелькін В.І., Зайончик В.М., Шмельов В.Є. Основи художнього проектування предметного середовища. Донецьк: Юго-Восток, 2010. – 390 с.
- Корець М.С., П.Г.Буянов, В.І.Подольський, О.В.Рогозіна, С.І.Сиващенко, Ю.В.Сілохін. Практикум у навчальних майстернях: Навчально-методичний посібник. Донецьк: ТОВ «Юго Восток, Лтд», 2011. – 297 с.
- Корець М.С., Трегуб І.Г., Яшанов С.М. Матеріалознавство інформаційної техніки: навчальний посібник. К.: НПУ імені М.П.Драгоманова, 2011.– 589 с.
- Корець М.С., Альбітарова Е.Н., Яшанов С.М. Основи охорони праці. Модуль 2. Основи безпеки праці, пожежної безпеки. К.: НПУ ім. М.П. Драгоманова, 2012. – 387 с.
- Корець М.С. Методологія наукового дослідження. К.: НПУ імені М. П. Драгоманова, 2018. – 146 с.
- Корець М.С. Методика викладання технічних дисциплін. К.: НПУ імені М. П. Драгоманова, 2019. – 240 с.
- Корець М.С. Гідравліка, пневматика та термодинаміка : навчальний посібник для студентів спеціальності 015-професійна освіта. Київ : Вид-во НПУ імені М. П. Драгоманова, 2020.–250 с.
- Корець М.С. Енергозберігаючі технології. К.: НПУ імені М. П. Драгоманова, 2022. – 206 с.